# Battista Dossi

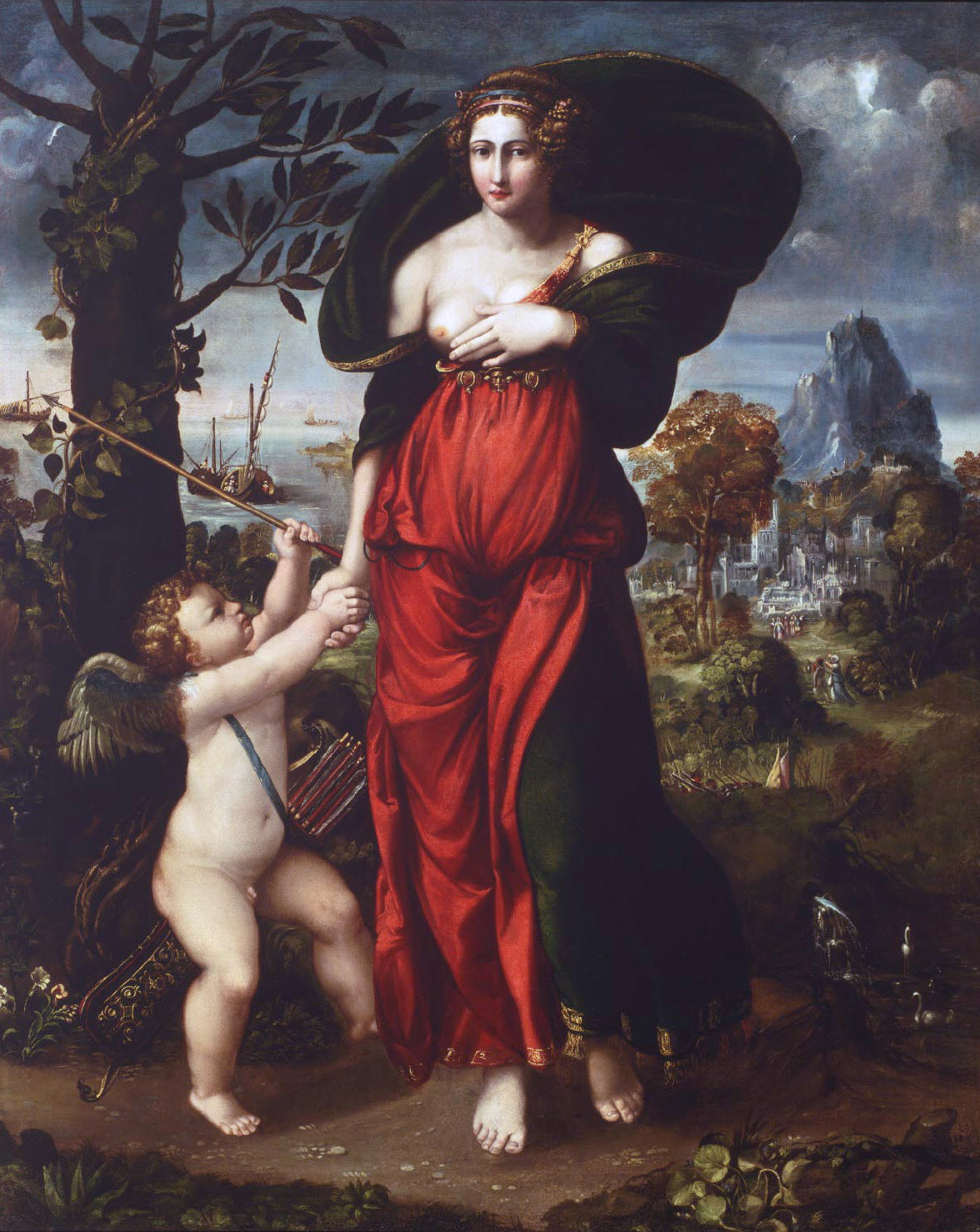
Venus y Cupido, por Battista Dossi, Museo de Arte de Filadelfia

Battista Luteri llamado Battista Dossi (h. 1490-m. 1548).
Pintor italiano, educado en Roma, probablemente junto a Rafael Sanzio, con quien trabajó en la Ciudad de los Papas de 1517 a 1520. Después marchó a Ferrara, donde trabajó en la corte ducal junto a su hermano Dosso Dossi.
Con este y otros artistas, colaboró en la decoración del Castello del Buoncosiglio de Trento y en la Villa Imperiale de Pésaro.
De menor talento que su hermano, siguió un estilo más ligado al impuesto por Rafael y su escuela. A la muerte de Dosso, continuó con la dirección del taller familiar, pero con unos niveles de calidad notablemente inferiores.
Entre sus aprendices cabe citar a Camillo Filippi.